# Erra (álbum)
Erra (estilizado en mayúsculas) es el quinto álbum de estudio de la banda estadounidense de metalcore Erra. Fue lanzado el 19 de marzo de 2021 a través de UNFD. El álbum fue producido por Carson Slovak y Grant McFarland. Es el primer lanzamiento de estudio de la banda con el sello y el último álbum que presenta al guitarrista Sean Price antes de que dejara la banda en marzo de 2022.

## Antecedentes y lanzamiento
El 27 de agosto de 2020, la banda anunció que se había separado de Sumerian Records y firmado con UNFD, y lanzaron un nuevo sencillo "Snowblood" junto con el vídeo musical correspondiente. El 19 de noviembre, la banda lanzó otro sencillo, "House of Glass".
El 13 de enero de 2021, la banda lanzó el tercer sencillo "Divisionary" junto con un vídeo musical que lo acompaña. Al mismo tiempo, la banda anunció oficialmente el álbum, la portada, la lista de canciones y la fecha de lanzamiento. El 3 de febrero, un mes y medio antes del lanzamiento del álbum, la banda presentó el cuarto sencillo, "Scorpion Hymn". El 11 de marzo, la banda lanzó el quinto sencillo, "Shadow Autonomous". El 10 de septiembre, poco menos de seis meses después del lanzamiento original del álbum, la banda lanzó una versión instrumental del álbum.
El 7 de octubre, la banda dio a conocer una nueva versión de la canción "Vanish Canvas" con Courtney LaPlante de Spiritbox junto con su vídeo musical. El 21 de enero de 2022, la banda lanzó el séptimo sencillo "Nigh to Silence" y al mismo tiempo anunció la edición de lujo del álbum que se lanzará el 18 de marzo. Al mismo tiempo, la banda reveló oficialmente la portada del álbum y el lista de pistas. El 23 de febrero, un mes antes del lanzamiento, la banda lanzó su versión de "Stockholm Syndrome" de Muse en servicios de transmisión de música.

## Lista de canciones
| Edición estándar |                     |          |  |
| N.º              | Título              | Duración |  |
| 1.               | «Snowblood»         | 4:13     |  |
| 2.               | «Gungrave»          | 4:00     |  |
| 3.               | «Divisionary»       | 3:41     |  |
| 4.               | «House of Glass»    | 4:20     |  |
| 5.               | «Shadow Autonomous» | 5:17     |  |
| 6.               | «Electric Twilight» | 4:25     |  |
| 7.               | «Scorpion Hymn»     | 3:50     |  |
| 8.               | «Lunar Halo»        | 5:51     |  |
| 9.               | «Vanish Canvas»     | 4:46     |  |
| 10.              | «Eidolon»           | 4:37     |  |
| 11.              | «Remnant»           | 4:20     |  |
| 12.              | «Memory Fiction»    | 4:07     |  |

| Edición de lujo |                                                                     |          |  |
| N.º             | Título                                                              | Duración |  |
| 13.             | «Sol Absentia»                                                      | 4:03     |  |
| 14.             | «Psalm of Sedition»                                                 | 4:02     |  |
| 15.             | «Nigh to Silence»                                                   | 5:04     |  |
| 16.             | «Vanish Canvas» (nueva versión; con Courtney LaPlante de Spiritbox) | 4:46     |  |
| 17.             | «Stockholm Syndrome» (cover de Muse)                                | 5:21     |  |
| 18.             | «Light My Way» (cover de Audioslave)                                | 5:28     |  |
| 19.             | «Heresy» (cover de Nine Inch Nails)                                 | 4:32     |  |

## Posicionamiento en lista
| Lista (2021)                      | Posición |
| --------------------------------- | -------- |
| Australian Albums (ARIA)          | 52       |
| US Hard Rock Albums (Billboard)   | 20       |
| US Heatseekers Albums (Billboard) | 4        |

## Personal
Erra
- J.T. Cavey - voz gutural
- Jesse Cash – guitarra, voz limpia
- Sean Price - guitarra, coros
- Conor Hesse - bajo, coros
- Alex Ballew - batería, coros

Músicos adicionales
- Courtney LaPlante: voz (pista 16; edición de lujo).